# JWH-019
JWH-019 ist eine synthetische chemische Verbindung aus der Gruppe der Alkylindol-Derivate und wurde in den 1980er-Jahren von John W. Huffman entwickelt. Der Stoff zeigt aufgrund seiner Eigenschaft als Cannabinoid-Rezeptor-, CB1/CB2-Agonist cannabinoidmimetische Wirkung.
Dieses Cannabinoid wurde als künstlich zugesetzter Wirkstoff in Produkten gefunden, die von den Herstellern als „Kräutermischungen“, etwa unter der Bezeichnung „Spice“, oder in ähnlichen Produkten vertrieben wurden. JWH-019 hat nach Auffassung des Sachverständigenausschusses für Betäubungsmittel in Deutschland eine stärkere Wirkung als Tetrahydrocannabinol (THC), der Hauptwirkstoff der Hanfpflanze (Cannabis sativa).

## Rechtslage
- Deutschland

Als Wirkstoff wurde JWH-019 ab dem 22. Januar 2010 in Deutschland durch Eintragung in die Anlage II des Betäubungsmittelgesetzes (BtMG) als ein verkehrsfähiges, aber nicht verschreibungsfähiges Betäubungsmittel eingestuft.
- Schweiz

JWH-019 wird mit Inkrafttreten der revidierten Betäubungsmittelverordnung von Swissmedic per 1. Dezember 2010 dem Betäubungsmittelgesetz unterstellt und somit ab diesem Zeitpunkt illegal. Einfuhr, Besitz, Vertrieb etc. werden nach dem Betäubungsmittelgesetz geahndet.